# Maximilian Levy
Maximillian Levy, född den 26 juni 1987 i Berlin, Tyskland, är en tysk tävlingscyklist som tog OS-brons i lagsprinten i bancykling vid olympiska sommarspelen 2008 i Peking. 